# La Tierra (1930)
La Tierra fue un periódico español de tendencia anarquista que se publicó en Madrid entre el 16 de diciembre de 1930 y el 9 de junio de 1935, durante la Segunda República Española. Llevaba como subtítulo: «economía-agricultura-política». Fue fundado por José Gallo de Renovales (que provenía de El Debate y estuvo vinculado a la Asociación Nacional Católico-Agraria) y por Salvador Cánovas Cervantes, dirigido por este último y su redactor jefe fue Eduardo de Guzmán.
Mantuvo unas relaciones tensas con los cenetistas de Barcelona, quienes lo acusaban de servir a los mismos intereses que la «prensa burguesa». Manuel Azaña tachó al diario de «libelo» y de estar subvencionado por el banquero Juan March, mientras que el conspirador antirrepublicano Pedro Sáinz Rodríguez afirmó en sus memorias que Cánovas publicaba en su periódico textos redactados por las derechas monárquicas.
En febrero, marzo y abril de 1932 se ocupó ampliamente de informar sobre el «affaire» de los deportados (los militantes anarquistas catalanes deportados a Villa Cisneros como represalia por la Insurrección anarquista del Alto Llobregat).
La Tierra publicó su último número el 8 de junio de 1935, clausurado probablemente por problemas económicos. Durante la Guerra Civil Española Cánovas Cervantes colaboró en el diario Solidaridad Obrera.